# Самцхе-Саатабаго
Самцхе-Саатабаго (груз. სამცხე-საათაბაგო) — грузинское государственное образование XV—XVI вв. В состав входили области Кларджети, Шавшети, Тао, по верхнему течению реки Кура — Кола, Артаани, Самцхе и Джавахети. Столица — Ахалцихе. Глава правящей династии Джакели с середины XIV века носил титул атабега.
Возникло на северо-востоке современной Турции и юго-западе Грузии после нашествия монголов в XIII веке и окончательно обрело независимость при распаде Грузинского царства в XV веке. Самцхе-Саатабаго занимало территорию современных краёв Самцхе-Джавахетия и Аджария, а также прилегающие области Турции (Тао-Кларджети). Самцхийские мтавары вели большую строительную деятельность, пользуясь тем, что их держава была экономически благополучнее других грузинских государств.
С начала XVI века самцхийским правителям приходилось вести борьбу с экспансией Османской империи. Территория государства неуклонно сокращалась, и с переходом под власть султана бывшие грузинские области зачастую принимали ислам. Окончательно самцхийская государственность была ликвидирована султаном в 1628 г.